# 小行星1532
小行星1532（1532 Inari）是一颗围绕太阳公转的小行星。1938年9月16日，爾約·維薩拉在图尔库发现了此天体。
該小行星以芬蘭的伊納里湖命名。
这颗小行星的绝对星等为122.9831862398592等。